# 다키 히데오
다키 히데오(일본어: 瀧 英男, 1936년 8월 7일 ~ )는 일본의 전 프로 야구 선수이다. 시즈오카현 시즈오카시 미도리정 출신이며 현역 시절 포지션은 포수였다.
친동생은 요미우리 자이언츠의 내야수이며, V9 시대에 맹활약한 다키 야스하루이다.

## 인물
시즈오카 상업고등학교 시절인 1954년에는 하계 고시엔 대회(제36회 전국 고등학교 야구 선수권 대회)에 출전하여 투수 마쓰우라 미치오(훗날 오사카 타이거스에서도 팀 동료가 된다)와 배터리를 구성해 팀의 준우승에 기여했다. 마쓰우라 외에 팀 동료로는 4번 타자로 활약한 오키쓰 다쓰오(이후 히로시마에 입단)가 있다.
1955년 오사카 타이거스에 입단하여 2군에서는 4월 3일 개막전에서 선발 출전함과 동시에 포수 마스크를 착용하는 등의 맹활약했지만 1군에서는 3년 동안 고작 1경기 1타석 출전에 그쳤다(게다가 그 타석은 병살타로 물러났다). 그 후 이렇다할 출전 기회를 얻지 못한 채 1957년을 마지막으로 현역에서 은퇴했다. 신장 168cm의 왜소한 체구였지만 수비에는 정평이 난 것으로 알려졌다.

## 상세 정보

### 출신 학교
- 시즈오카 현립 시즈오카 상업고등학교

### 선수 경력
- 오사카 타이거스(1955년 ~ 1957년)

### 등번호
- 48(1955년 ~ 1957년)

### 연도별 타격 성적
| 연 도      | 소 속      | 경 기 | 타 석 | 타 수 | 득 점 | 안 타 | 2 루 타 | 3 루 타 | 홈 런 | 루 타 | 타 점 | 도 루 | 도 루 자 | 희 생 번 | 희 생 플 | 볼 넷 | 고 4 | 사 구 | 삼 진 | 병 살 타 | 타 율 | 출 루 율 | 장 타 율 | O P S |
| ---------- | ---------- | ----- | ----- | ----- | ----- | ----- | ------- | ------- | ----- | ----- | ----- | ----- | -------- | -------- | -------- | ----- | ---- | ----- | ----- | -------- | ----- | -------- | -------- | ----- |
| 1955년     | 오사카     | 1     | 1     | 1     | 0     | 0     | 0       | 0       | 0     | 0     | 0     | 0     | 0        | 0        | 0        | 0     | 0    | 0     | 0     | 1        | .000  | .000     | .000     | .000  |
| 통산 : 1년 | 통산 : 1년 | 1     | 1     | 1     | 0     | 0     | 0       | 0       | 0     | 0     | 0     | 0     | 0        | 0        | 0        | 0     | 0    | 0     | 0     | 1        | .000  | .000     | .000     | .000  |